# Ho Chi Minh Challenger 1998
L'Ho Chi Minh Challenger 1998 è stato un torneo di tennis facente parte della categoria ATP Challenger Series nell'ambito dell'ATP Challenger Series 1998. Il torneo si è giocato a Ho Chi Minh in Vietnam dal 23 febbraio al 1º marzo 1998 su campi in cemento.

## Vincitori

### Singolare
André Sá ha battuto in finale  Juan Antonio Marín con il punteggio di 6–3, 3–6, 6–2

### Doppio
Mahesh Bhupathi /  Peter Tramacchi hanno battuto in finale  Maks Mirny /  Kevin Ullyett con il punteggio di 6–4, 6–0